# Ершов, Игорь Николаевич
Игорь Николаевич Ершов (20 марта 1922, Логойск — 1995, Москва) — советский хозяйственный, государственный и политический деятель.

## Биография
Родился в 1922 году в Логойске.
В 1939—1940 годах учился в Ленинградском политехническом институте, после чего был призван в армию. Участвовал в Великой Отечественной войне.
В 1947—1951 годах учился в Куйбышевском индустриальном институте по специальности инженер-электрик.
В 1951—1952 годах работал на строительстве Туркменского канала, был главным инженером участка энергохозяйства Средазгидростроя.
С 1953 года работал в Мосэнерго. В 1960—1963 годах руководил институтом «Мосэнергопроект».
В 1963—1967 годах был председателем исполкома Кировского райсовета депутатов города Москвы.
В 1968—1983 годах управлял Московской энергосистемой.
В 1983—1988 годах был заместитель председателя Мосгорисполкома.
Делегат XXIV, XXV, XXVI съездов КПСС.
В последние годы жизни входил в Совет директоров АО «Мосэнерго».
Умер в Москве в 1995 году.
Лауреат Госпремии СССР 1981 года.
Награды: орден Красной Звезды (26 марта 1945, обслужил более 890 боевых вылетов), два ордена «Знак Почета» (1966; 1981), ордена Трудового Красного Знамени (1971), Октябрьской Революции (1976), Отечественной войны II степени (6 апреля 1985), медали «За боевые заслуги» (15 июня 1943, 216-я смешанная авиационная дивизия, 57-й гвардейский истребительный авиационный полк; обслужил более 300 боевых вылетов), «За оборону Кавказа» (20 октября 1944), «За взятие Кёнигсберга» (1946